# Dianthus kiusianus
Dianthus kiusianus är en nejlikväxtart som beskrevs av Tomitaro Makino. Dianthus kiusianus ingår i släktet nejlikor, och familjen nejlikväxter. Inga underarter finns listade i Catalogue of Life.